# 하네스 예니케
하네스 예니케(독일어: Hannes Jaenicke, 1960년 2월 26일~)는 독일의 배우, 각본가, 프로듀서이다.

## 작품 목록

### 영화
- 세븐 이어스 오브 윈터 (2011년) - 보리스 역
- 크래쉬 포인트 (2009년)
- 한스 재닉스 와일드라이프 언더그라운드: 샤크 (2008년)
- 스피어와 히틀러 (2005년)
- 블래스트 (2004년)
- 하프 패스트 데드 (2002년)
- 베놈 (2001년)
- 익스트림 리미트 (2000년)
- 프리 폴 (1999년)
- 백 슬라이더 (1999년)
- 샤도우 프로그램 2 - 파이브 에이스 (1999년)
- 리스트레이닝 오더 (1999년)
- 노틸러스 (1998년)
- 매드 헌터 (1998년)
- 화이트 레이븐 (1998년)
- 크래쉬 다이브 2 - 카운터 메저 (1997년)
- 라이브 샷 (1997년)
- 코드 레드 (1997년)
- 밴디트 (1997년)
- 노킹 온 헤븐스 도어 (1997년)
- 맥시멈 포스 (1996년)
- 블랙 머니 워 (1996년)
- 더 그레이트 (1995년)
- 저격자들 (1995년)
- 로자 룩셈부르그 (1986년)